# Ruppiaceae
Las rupiáceas (nombre científico Ruppiaceae) son una familia de plantas monocotiledóneas, herbáceas, perennes, acuáticas marinas sumergidas. La familia es reconocida por sistemas de clasificación modernos como el sistema de clasificación APG III (2009) y el APWeb (2001 en adelante), donde posee un solo género, Ruppia, con 7 especies. La familia puede ser reconocida por sus hojas dísticas, serruladas, con una vena media de fácil reconocimiento y base envainadora, y entrenudos bien desarrollados.

## Descripción
Las hojas no son rizomatosas, finas. Normalmente son anuales pero pueden ser perennes, no tienen agregaciones ni basales ni terminales de las hojas. El crecimiento del tallo puede ser spmpodial. Puede ser halófilo e hidrofítico, adaptados tanto a la vida marina como al agua dulce. Las hojas pueden estar sumergidas o no. No son heterófilas. Las hojas son pequeñas o medianas opuestas, alternadas o verticiladas. Las vainas foliares tiene márgenes libres. La lámina es entera, setosa o lineal. Presentan una vena, sin vénulas cruzadas. Se observan escamas axilares. No presentan estomas. El mesófilo carece de cristales de oxalato.

## Taxonomía
Introducción teórica en Taxonomía
Véase también Filogenia
La familia fue reconocida por el APG III (2009), el Linear APG III (2009) le asignó el número de familia 41. La familia ya había sido reconocida por el APG II (2003).
En los sistemas de clasificación modernos como el sistema de clasificación APG III (2009) y el APWeb (2001 en adelante) el género está en su propia familia Ruppiaceae. Anteriormente estaba en Potamogetonaceae, pero debe ser escindido para que Potamogetonaceae se mantenga monofilética.
Según el Real Jardín Botánico de Kew (visitado en enero de 2009), la familia posee 7 especies:
- Ruppia cirrhosa (Petagna) Grande, Bull. Orto Bot. Regia Univ. Napoli 5: 58 (1918)

Cosmopolita.
- Ruppia didyma Sw. ex Wikstr., Kongl. Vetensk. Acad. Handl. 1825: 427 (1825)

México, Puerto Rico. 
- Ruppia filifolia (Phil.) Skottsb., Kongl. Svenska Vetensk. Acad. Handl., n.s., 56(5): 171 (1916). Perú a Argentina, Islas Malvinas
- Ruppia maritima L., Sp. Pl.: 127 (1753). Cosmopolita, en costas de lagos y océanos
- Ruppia megacarpa R.Mason, New Zealand J. Bot. 5: 525 (1967). Sur y sudeste de Australia, Nueva Zelanda
- Ruppia polycarpa R.Mason, New Zealand J. Bot. 5: 524 (1967).Sur y sudeste de Australia, Nueva Zelanda
- Ruppia tuberosa J.S.Davis & Toml., J. Arnold Arbor. 55: 60 (1974). Oeste y sur de Australia